# Warburton (Western Australia)
Die Siedlung Warburton der Aborigines liegt in Australien in der Gibsonwüste von Western Australia, 1050 Kilometer südwestlich von Alice Springs und 560 Kilometer nordöstlich des Ortes Laverton. Warburton kann über den Outback Highway und Gunbarrel Highway erreicht werden. Warburton ist bekannt dafür, dass sich dort zahlreiche Aborigine-Maler befinden, und dass das dort entstandene Warburton Kunstprojekt eine Chance für die Aborigines darstellt, ihre eigene Kultur und Lebensgewohnheiten durch eigene Kraft und ohne staatliche Hilfe zu leben.

## Geschichte
Die Aborigines der Ngaanyatjarra, die in der zentralen Wüste Australiens lebten, waren jahrtausendelang Nomaden, die durch die Wüste auf der Suche nach Wasser und Essen wanderten. Als europäische Missionare dorthin kamen, änderte sich dies und die Aborigines siedelten sich in Warburton ab 1933 an. Der Missionar Will Wade gründete eine Missionsstation und benannte sie nach dem Forschungsreisenden Peter Warburton, der als erster Europäer die Große Sandwüste durchquerte.
Im Jahre 1954 lebten zwischen 500 und 700 Aborigine im Ort, in dem es Kindergärten und Schulen gab. Sie lernten Englisch und die Missionäre wollten ihnen europäische Kultur beibringen. Die Frauen und Mädchen des Aboriginevolkes beherrschten die Aussaat, Kochen und Haushaltsführung. Die Männer lebten von der Jagd nach den Dingo-Fellen. Es gab eine Kupfermine, in der die Männer arbeiteten und die letzten Nomaden der Zentralwüste ließen sich um 1970 nieder.
Die Ngaanyatjarra erhielten 1973 eine Zusicherung des australischen Staates auf ihr traditionelles Land für einen Zeitraum von 99 Jahren. Das von ihnen gegründete Ngaanyatjarra Council bildete die Verwaltung des traditionellen Landes und diese Verwaltung baute ein Luftfahrtunternehmen, ein Bauunternehmen, ein Straßenbauunternehmen und eine Speditionsfirma zum Transport von Lebensmitteln erfolgreich auf. Diese Unternehmen werden von den Aborigines betrieben.

## Leben und Arbeit
In Warburton herrscht ein absolutes Alkoholverbot und Touristen benötigen zum Betreten des Ortes eine Erlaubnis.
Es gibt in Warburton eine Schule für Kinder und ein Ngaanyatjarra Community College, das im August 1996 eröffnet wurde, um den Erwachsenen eine Möglichkeit zur Bildung zu geben. Ein Gesundheitszentrum mit vier Krankenpflegerinnen, ein Warburton Roadhouse mit Übernachtungsmöglichkeiten und zwölf Campingplätzen befindet sich dort. Des Weiteren wird das Warburton Recording Studio von vierzehn jungen Aborigine betrieben, die Videos für den lokalen Markt herstellen.
Die Aborigines in Warburton gehen noch wie früher auf die Jagd, sammeln Essbares und ernähren sich nach den alten traditionellen Gewohnheiten. Die Stammesältesten, die sogenannten Elders, lehren die jungen Aborigines traditionelles Jagen, Sammeln und Kochen im Busch.

## Warburton Kunstprojekt
Um ihre Kultur zu erhalten und zu pflegen, gründeten die Ngaanyatjarra im Jahr 1990 das Warburton Arts Project. Dieses Projekt umfasst nicht nur Warburton, sondern auch weitere Siedlungen: Karilwara (Patjarr), Wingellina (Irrunytju), Blackstone (Papulankutja), Kiwirrkura, Jameson (Mantamaru), Tjirrkarli, Wanarn, Tjukurla und Warakurna. Es wird in diesem Projekt bewusst versucht, die Kultur der dort lebenden Aborigine nicht zu verändern oder zu beeinflussen, sodass deren „Traumzeit“ (Überlieferung) erhalten bleibt und gelebt werden kann. Im Rahmen des Projekts wurde in Warburton eine Kunstgalerie mit einer Malerwerkstatt aufgebaut, in der die Aborigines ihre Werke ausstellen können. Mittlerweile wird eine Auswahl von 350 Bildern aus Acryl in einem Galeriegebäude gezeigt. Warburton produziert neben Werken der Malerei künstlerische Glasarbeiten. Die Glasarbeiten umfassen nicht nur autonome Kunstwerke, es werden auch Gegenstände für den Alltag hergestellt, deren Verkauf zu einer stabilen ökonomischen Basis für das Projekt beiträgt. 
Dazu gibt es weitere Initiativen: Ein Rockprogramm mit Gesang und Tanz wurde organisiert, ferner Auftritte mit Zeremonien der Ngaanyatjarra, Publikationen und die Ausrichtung von Ausstellungen an anderen Orten. Künstler des Projekts stellten und stellen in zahlreichen Galerien aus: im Araluen Arts Centre (Alice Springs), in der australischen Artbank in Sydney, Melbourne und Perth, in der Curtin University in Perth und Sydney, im Western Australian Museum in Perth, im National Museum Australia in Canberra, im Museum and Art Gallery of the Northern Territory, Darwin. Verschiedene Institutionen fördern die Arbeiten der Künstler von Warburton, so das Australian Heritage Council, das 2003 gegründet wurde und die Australian Heritage Commission ersetzte, das Country Arts Western Australia (artsWA), die Australian High Commission to Malaysia.

## Persönlichkeiten
- Hefty Stuart (1912–1938), Radrennfahrer